# Jan Maciej Ptasiński
Jan Maciej Ptasiński (ur. 24 listopada 1946 w Warszawie) – polski operator filmowy i zasłużony działacz kultury.

## Życiorys
Specjalizuje się w filmach animowanych wykonywanych tradycyjną, bądź niekonwencjonalną metodą (m.in. wydrapywanie klatek filmu na płytach gipsowych). Wieloletni współpracownik Studia Miniatur Filmowych w Warszawie oraz JP-Studio grafiki filmowej.
Współpracował także z Studiem Małych Form Filmowych Se-ma-for w Łodzi i Telewizyjnym Studiem Filmów Animowanych w Poznaniu.
Współpracował m.in. z Leszkiem Gałyszem, Piotrem Dumałą, Janem Lennicą, Mirosławem Kijowiczem.
Członek Koła Realizatorów Filmów dla Dzieci i Młodzieży Stowarzyszenia Filmowców Polskich w Warszawie.
Dnia 6 listopada 2008 roku otrzymał z rąk Ministra Kultury i Dziedzictwa Narodowego Bogdana Zdrojewskiego srebrny Medal „Zasłużony Kulturze Gloria Artis” dla zasłużonego działacza kultury.

## Filmografia
- 2001: Uwaga! Złe Psy
- 2001: Ślub krawca
- 2000: Odwrócona góra albo film pod strasznym tytułem
- 2000: Zbrodnia i kara
- 1999: Tryumf pana Kleksa
- 1998: Garby z cyklu Czternaście bajek z Królestwa Lailonii Leszka Kołakowskiego[2]
- 1995: Powrót do Wiklinowej Zatoki
- 1995: Narodziny
- 1992: Egzamin
- 1991: Kura
- 1991: Franz Kafka
- 1989: Wielki boom
- 1989: Przejście
- 1989: ABC... itd
- 1989: Wyścig
- 1989: Finał
- 1988: Dlaczego?
- 1988: Szychta
- 1988: 2 koty + 1 pies
- 1988: A capite
- 1988: Dawid i Sandy
- 1988: Miotła i ptak
- 1987: Duet
- 1987: Bajka o trzech smokach
- 1987: Kapusta
- 1987: Czas sępa
- 1987: Drzwi
- 1987: Pole
- 1987: W murach
- 1986: Koncert
- 1986: Dziwne dziwy czyli..."Baśń o korsarzu Palemonie” Jana Brzechwy
- 1986: Złota nić
- 1986: Przed wschodem słońca
- 1985: Zwykła podróż
- 1985: Re
- 1984: Zagadka
- 1984: Gwiazda
- 1984: Dworzec
- 1984: Złote ziarenko
- 1984: Disce
- 1984: Adaptacja. Gra planszowa dla wszystkich.
- 1983: Koniec (realizacja: Ewa Bibańska)
- 1983: Gwiazdka z nieba
- 1983: Rola
- 1983: De komine
- 1983: Mój dom
- 1982: Antypac
- 1982: Koleś gasi pragnienie
- 1982: Koleś jedzie na wycieczkę
- 1982: Dali
- 1981: Jabłuszko
- 1981: Dixie
- 1980: Przygody małego maślaka
- 1980: Urzędowanie trzecie
- 1980: Nadzieja
- 1980: Zero
- 1980: Motyl
- 1980: Zegar
- 1979: Dziewięć
- 1979: Deszczowy dzień
- 1979: Osiem
- 1978: Siedem
- 1978: Cios (Bariera)
- 1978: Psia podróż
- 1978: Skansen
- 1978: Niepotrzebne skreślić - 2
- 1977: Złuda
- 1977: Bocianie gniazdo
- 1977: Błękitne niebo, zielone łąki
- 1977: Cztery
- 1977: Naparstnica
- 1976: Krajobraz
- 1976: Zadymka
- 1975: ...nie zginęła
- 1975: Lokator z papugą
- 1975: Muszla
- 1975: Kowalski przy tablicy
- 1975: Ostatni zachód słońca
- 1975: Dwoje
- 1974: Kolory życia
- 1974: Przyjaciel z jeziora
- 1972: Iluzja